# 앤 제프리스
앤 제프리스(Annie Jeffreys Carmichael, 1923년 1월 26일 ~ 2017년 9월 27일)는 미국의 배우, 가수이다.

## 방송
- 사랑을 찾아드립니다

## 영화
- 시실리 : 피의 전쟁 (2012년) - 수잔나 역
- 리차드 3세 (2008년) - 요크 공작부인 역
- 클리포드 (1994년)
- 메시지 (1992년)
- SOS 해상 구조대 (1989년)
- 사랑을 찾아드립니다 (1984년)
- 꿈꾸는 낙원 (1978년)
- 딕 트레이시 대 큐볼 (1946년)
- 좀비 온 브로드웨이 (1945년)
- 딕 트레이시 (1945년)
- 딜린저 (1945년)
- 스텝 라이브리 (1944년)
- 아이 매리드 언 엔젤 (1942년)
- 뉴욕으로 간 타잔 (1942년)